# 圣西尔万当茹
圣西尔万当茹（法語：Saint-Sylvain-d'Anjou，法語發音：[sɛ̃ silvɛ̃ dɑ̃ʒu]，意为“安茹的圣西尔万”）是法国曼恩-卢瓦尔省的一个旧市镇，属于昂热区。2016年1月1日，圣西尔万当茹和相邻的佩卢阿耶莱维涅合并为新市镇安茹地区韦里耶尔（Verrières-en-Anjou），圣西尔万当茹为政府驻地。

## 地理
圣西尔万当茹（47°31'11"N, 0°28'18"W）面积21.26 平方千米，位于法国卢瓦尔河地区大区曼恩-卢瓦尔省，该省份为法国西部内陆省份，大致对应安茹地区，北起顺时针与马耶讷省、萨尔特省、安德尔-卢瓦尔省、维埃纳省、德塞夫勒省、旺代省、大西洋卢瓦尔省和伊勒-维莱讷省接壤。
与圣西尔万当茹接壤的市镇（或旧市镇、城区）包括：埃库夫朗、维勒韦克、佩卢阿耶莱维涅、勒普莱西-格拉穆瓦尔、圣巴泰勒米当茹。

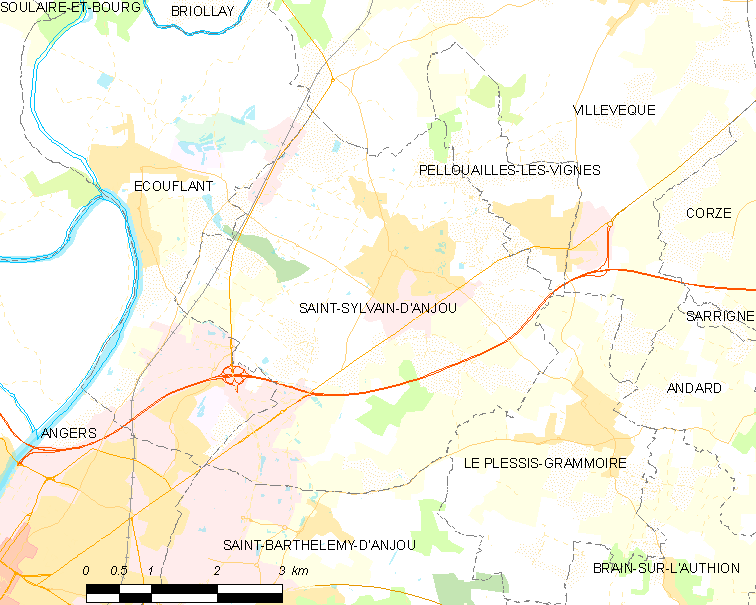
圣西尔万当茹的OSM定位图

圣西尔万当茹的时区为UTC+01:00、UTC+02:00（夏令时）。

## 行政
圣西尔万当茹的邮政编码为49480、49112，INSEE市镇编码为49323。

## 政治
圣西尔万当茹所属的省级选区为昂热第六县。

## 人口

1962-2008年间圣西尔万当茹人口变化图示

圣西尔万当茹于2018年1月1日时的人口数量为4842人。